# Chionaema rectivitta
Chionaema rectivitta är en fjärilsart som beskrevs av Embrik Strand 1917. Chionaema rectivitta ingår i släktet Chionaema och familjen björnspinnare. Inga underarter finns listade i Catalogue of Life.